# Актрисы (фильм)
«Актрисы» (кор. 여배우들; ром. Yeobaeudeul) — южнокорейский драматический фильм 2009 года, снятый режиссером Ли Джэ Ён. Фильм создан в стиле мокьюментари. 

## Сюжет
Шесть актрис — Юн Ё Чжон, Ли Ми Сук, Го Хён Чжон, Чхве Чжи У, Ким Мин Хи и Ким Ок Бин, каждая из которых крайне самолюбива, — собираются вместе для фотосессии журнала Vogue Korea в студии в Чондам-донг, Сеул, в канун Рождества, что привело к столкновению эго между людьми, не привыкшими делиться вниманием.

## Съёмки
Режиссер впервые вдохновился на создание фильма после того, как отправился выпить с актрисами Юн Ё Чжон и Го Хён Чжон — обеими его близкими подругами — а позже вспомнил: «Я хотел создать что-то необычное. Я хотел показать публике, насколько очаровательны актрисы в реальной жизни». Юн и Го снимались в фильме вместе с Ли Ми Сук, Чхве чжи У, Ким Мин Хи и Ким Ок Юин, каждая из которых с удовольствием дала согласие принять участие.
Фильм снимался без сценария: практически все актрисы импровизировали и действовали в зависимости от ситуации. Режиссёр отметил: «Я обеспечил основу для конфликта, и актрисы действительно проживали реальную жизнь. Шесть женщин представляют корейских актрис в целом, и вместо того, чтобы создавать что-то вымышленное, я подумал, что было бы интересно показать прелести каждой актрисы и показать что-то реальное». Фильм включает в себя настоящую конфронтацию между Го и Чхве, каждая из которых признала, что их отношения на съемочной площадке были напряженными, и Го потом отметила, что испытывала зависть к внешности Чхве.

## Премьера
Южнокорейский релиз фильма состоялся 10 декабря 2009 года. Всего зрителей было 508 243.